# Клецко (гмина)
Клецко (пол. Kłecko) — гмина (волость) в Польше, входит как административная единица в Гнезненский повет, Великопольское воеводство. Население — 7615 человек (на 2004 год).

## Сельские округа
1. Белявы
2. Бискупице
3. Боянице
4. Бжозогай
5. Харбово
6. Чехы
7. Дембница
8. Дзялынь
9. Дзедмярки
10. Гожухово
11. Каменец
12. Коморово
13. Михальча
14. Польска-Весь
15. Помажаны
16. Сулин
17. Свиняры
18. Уланово
19. Валишево
20. Вильковыя
21. Закшево
22. Копыдлово
23. Прухново

## Соседние гмины
1. Гмина Гнезно
2. Гмина Кишково
3. Гмина Лубово
4. Гмина Мелешин
5. Гмина Месциско
6. Гмина Скоки